# Municipio de Marceline
El municipio de Marceline (en inglés: Marceline Township) es un municipio ubicado en el condado de Linn en el estado estadounidense de Misuri. En el año 2010 tenía una población de 2693 habitantes y una densidad poblacional de 34,08 personas por km².

## Geografía
El municipio de Marceline se encuentra ubicado en las coordenadas 39°43′35″N 92°56′35″O / 39.72639, -92.94306. Según la Oficina del Censo de los Estados Unidos, el municipio tiene una superficie total de 79.03 km², de la cual 78 km² corresponden a tierra firme y (1,29 %) 1,02 km² es agua.

## Demografía
Según el censo de 2010, había 2693 personas residiendo en el municipio de Marceline. La densidad de población era de 34,08 hab./km². De los 2693 habitantes, el municipio de Marceline estaba compuesto por el 97,51 % blancos, el 0,33 % eran afroamericanos, el 0,22 % eran amerindios, el 0,11 % eran asiáticos, el 0,63 % eran de otras razas y el 1,19 % eran de una mezcla de razas. Del total de la población el 1,63 % eran hispanos o latinos de cualquier raza.